# Michail Kamenskij
Michail Fedotovitj Kamenskij (ryska: Михаил Федотович Каменский) , född 8 maj 1738, död 12 augusti 1809 (g.s.), var en rysk greve och fältmarskalk. Han var far till de ryska generalerna Sergej och Nikolaj Kamenskij.
Släkten härstammar från en gammal polsk adelsätt som bosatte sig i Ryssland på 1600-talet. Michail Kamenskijs militära karriär börjar som volontär i franska armén 1758-1759. Han utnämndes till generalguvernör i ett område sydväst om Moskva.
Under det rysk-turkiska kriget (1768–1774) segrade han i slaget vid Jenibazar 1774 och lade grunden för freden i Kutschuk-Kainardji genom villkoren vid storvesirens kapitulation i Schumla. I december samma år segrade han i slagen vid Jangur och Sakulzy varefter han utnämndes till fältmarskalk. Han blev sedan inblandad i en konflikt om ett armébefäl varvid han av Paul I upphöjdes till grevlig värdighet och slutade i armén.
1806 blev han befälhavare över ryska styrkorna i Preussen under första Napoleonkriget men överlämnade redan efter sex dagar befälet och begav sig hem till sitt gods.
Det har hävdats att Michail Kamenskij inte behandlade sina slavar väl och han mördades 1809 av en av dessa.